# Хопор
Хопор (авар. Хьопор)— село в Гунибском районе Дагестана. Входит в состав сельского поселения Сельсовет Ругуджинский.

## География
Расположено 4 км к юго-западу от районного центра с. Гуниб, на р. Шабиль-Алитль (бассейн р. Каракойсу).

## Население
| 1926 | 1939 | 1970 | 1989 | 2002 | 2010 | 2021 |
| ---- | ---- | ---- | ---- | ---- | ---- | ---- |
| 67   | ↗105 | ↗115 | ↘52  | ↗74  | ↘44  | ↘39  |